# Línea 26 (Dbus)
La línea 26 de Dbus conecta el centro de la ciudad con el populoso barrio de Amara, Loiola y Martutene. Así mismo, dispone de servicios hacia el polígono 27. Se trata de la 5ª línea más utilizada de la red. Por las noches, esta línea cambia su numeración a la línea B4.

## Paradas

### Hacia Virgen del Pilar
- Boulevard 13 5 8 9 13 21 25 28 29 31 42
- Urbieta 6 19 21 23 28 31 32 36 46
- Centenario 17 23 24 32 46
- Sancho el Sabio 28 II 17 21 23 24 27 28 32 37 43 46
- Madrid 28 17 21 24 31 37 43
- Toribio Alzaga 24 27 31
- Barcelona 10 24 27 31 41
- Barcelona 26 24 27 31 41 E21
- La Salle 31 41
- Loiola 12 31 41
- Hipika 12 31 41
- Renfe Loiola 31 41
- Antzieta 31 41
- Renfe Martutene 41
- Tranbia 1 41
- Ibai Alde 41
- Larrun Mendi (entrada gasolinera) 41

### Hacia Boulevard 13
- Larrun Mendi (entrada gasolinera) 41
- Larrun Mendi 41
- Campo Fútbol 41
- Martutene 53 41
- Kartzela 31 41
- Antzieta 31 31 41
- Txomin Enea 31 41
- Hípica Cuarteles 31 41
- Patxillardegi 31 41
- Loiola-Topo 31 41
- Loiola Parking 31 41
- Barcelona 15 24 27 31 41
- Barcelona 35 24 27 31 41 E21
- Gregorio Ordóñez 24 27 31
- Madrid 5 17 21 24 27 28 43
- Sancho el Sabio 35 17 21 23 24 27 28 32 37 43 46
- Easo Plaza 21 23 28 32 36 37
- San Martín 25 5 16 18 19 21 25 28 40 45
- Okendo 11 5 8 9 14 16 18 19 21 25 28 37
- Boulevard 13 5 8 9 13 21 25 28 29 31 42

### Ramal Polígono 27
- Boulevard 13 5 8 9 13 21 25 28 29 31 42
- Mismas paradas hasta:
- Antzieta 31 41
- Rotonda Polígono 27 31
- Ubarburu 14
- Ubarburu 32
- Ubarburu 44
- Ubarburu 54 (Terminal)
- Ubarburu 55
- Ubarburu 37
- Ubarburu 31
- Ubarburu 13
- Ubarburu 5 31
- Kartzela 31 41
- Mismas paradas hasta:
- Boulevard 13 5 8 9 13 21 25 28 29 31 42